# 7420 Бюффон
7420 Бюффон (7420 Buffon) — астероїд головного поясу, відкритий 4 вересня 1991 року.
Тіссеранів параметр щодо Юпітера — 3,486.